# Thảm sát Chợ Gộ
Thảm sát chợ Gộ 1947 (Quảng Bình) là một vụ thảm sát gây ra bởi Quân đội Pháp tại xã Vĩnh Ninh, huyện Quảng Ninh, tỉnh Quảng Bình. Vụ thảm sát xảy ra ngày 14-7-1947, làm cho hơn 120 dân thường thiệt mạng, 40 ngôi nhà bị phá hủy.

## Diễn biến
Vào lúc 14h ngày 14-7-1947, Quân đội Pháp đã dùng một lực lượng quân khá đông chia làm 2 mũi tiến vào Chợ Gộ (xã Vĩnh Ninh). Một mũi bám theo đường bộ, mũi còn lại dùng ca-nô chở quân ngược lên theo sông Nhật Lệ. Từ hai mũi, Quân đội Pháp sục vào từng nhà bắt nhân dân dồn lại từng cụm rồi ngang nhiên hãm hiếp phụ nữ, ai chống lại sẽ bị lính Pháp bắn chết tại chỗ, sau đó họ dồn toàn bộ dân thường ra khỏi thôn, bắt xếp thành hàng ngang ở ngoài bắn chết tại chỗ. Sau đó lính Pháp dồn toàn bộ dân thường ra khỏi thôn, bắt xếp thành hàng ngang ở ngoài đồng với mục đích bắt dân khai báo cơ sở và cán bộ của Việt Minh, bắt hô khẩu hiệu chống lại Việt Minh, chống lại phong trào kháng chiến chống Pháp. Do người dân không tuân lệnh, lính Pháp đã xả súng vào đám đông. Trong vòng 1 giờ đã có hơn 120 người thiệt mạng, 40 ngôi nhà bị phá hủy.